# Douglasiidae
Douglasiidae là một họ nhỏ bao gồm các loài bướm đêm thuộc bộ Lepidoptera. Ấu trùng của chúng là sâu cuốn lá. Chi lới nhất trong họ này là Tinagma.

## Các chi và loài đặc trưng
- Douglasia
- Klimeschia

- Klimeschia transversella

- Protonyctia
- Tinagma

- Tinagma anchusella
- Tinagma balteolellum
- Tinagma californicum
- Tinagma dryadis
- Tinagma gaedikei
- Tinagma obscurofasciella
- Tinagma ocnerostomella
- Tinagma perdicella
- Tinagma powelli
- Tinagma pulverilineum